# Kozí brada luční

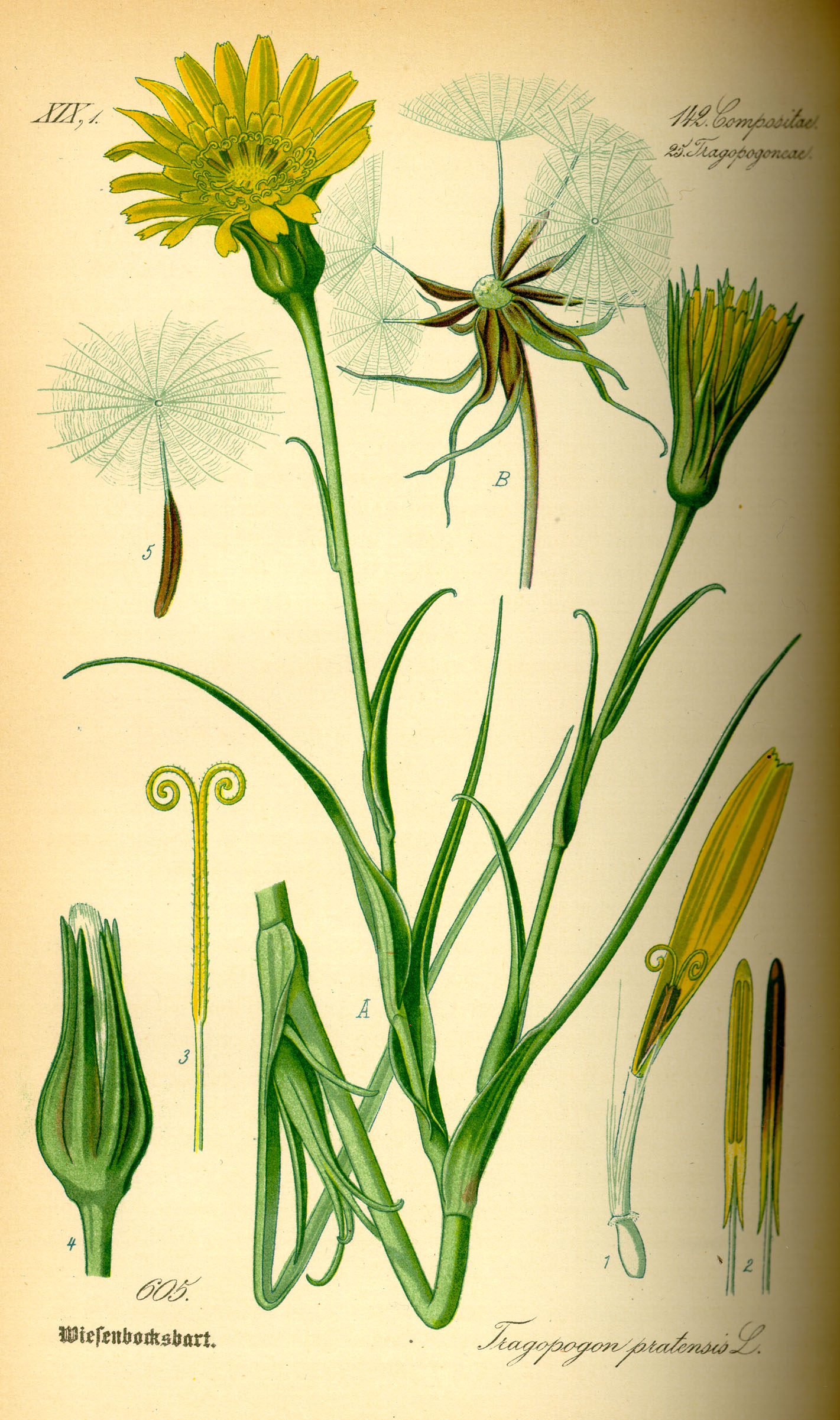
Zobrazení rostliny

Kozí brada luční (Tragopogon pratensis) je až jeden metr vysoká luční bylina kvetoucí počátkem léta za slunného počasí poměrně velkými, světle žlutými až zlatožlutými květními úbory. V české přírodě se vyskytuje ve dvou poddruzích, které se mj. liší výškou lodyhy a velikosti úborů. Jsou to:
- kozí brada luční pravá (Tragopogon pratensis L. subsp. pratensis)
- kozí brada luční menší (Tragopogon pratensis L. subsp. minor (Mill.) Wahlenb.).[1]

## Výskyt
Rostlina je rozšířena téměř po celé Evropě a dále východním směrem do Asie roste v ruské západní Sibiři, v Turecku i ve středoasijském Kazachstánu. Druhotně byla zavlečena do Spojených států, Kanady, na ostrovy Karibiku, do Argentiny i na Nový Zéland.
V České republice roste sice od nížin do podhůří, ale s nestejnou četností. Nejhojnější je na západě Čech, naopak na jihu Čech i Moravy je vzácná.

## Ekologie
V prvém roce vyroste ze semene listová růžice a z ní druhým rokem vyrazí obvykle jediná květná lodyha. Při kvetení již bývá růžice suchá, po dozrání semen celá rostlina uhyne. Roste na loukách, pastvinách, mezích, na travnatých okrajích cest i na náspech a rumištích. Požaduje plné slunce a středně vlhké stanoviště, na výživnosti půdy závisí velikost rostliny. Ploidie druhu je 2n = 12.

## Popis
Dvouletá rostlina s jednou lodyhou, dlouhou od 30 do 100 cm, vyrůstající ze svislého vřetenovitého kořene. Lodyha je přímá, často fialově naběhlá, jednoduchá nebo větvená a pod zákrovem ztlustlá. Přízemní listy v růžici i střídavé lodyžní vyrůstají z pochev a jsou čárkovité, poloobjímavé a podélně žilnaté. Jejich celokrajné, ostře špičaté čepele bývají 4 až 7 cm dlouhé a ve střední části 0,5 až 1,5 cm široké, směrem vzhůru se zmenšují. Lodyhy i listy obsahují bílý latex.
Na vrcholu lodyh a jejích větví vyrůstají 1,5 až 4,5 cm velké úbory se sírově žlutými až zlatožlutými kvítky. Jednořadý zákrov mívá osm až třináct, na bázi srostlých zelených listenů s úzkým blanitým okrajem. Úbor s bezplevým lůžkem je tvořen 20 až 50 oboupohlavnými jazykovitými kvítky s ligulou s pěti zoubky. Pět jejich prašníků je srostlých do trubičky, ta je v horní části fialově zbarvená a prorůstá jí žlutá blizna. Kvítky se mohou opylit vlastním i cizím pylem, který přináší hmyz slétající se za nektarem. Kvete od května do července.
Úbory se za slunného počasí otvírají časně zrána a již před polednem se zavírají. Přitom se větší obvodové kvítky sklápění nad menšími ve středu terče a svými prašníky se dostávají nad jejich blizny. Za deštivého počasí se úbory vůbec neotvírají.
Plodem je tmavá, protáhlá nažka 1,5 až 2,5 cm dlouhá, která má výrazný zobánek s 1,5 mm dlouhým chmýrem, jehož pérovité chlupy jsou spleteny dohromady. Tím se chmýr stává pevnější a může být větrem odnesen do větší vzdálenosti. Po uzrání zůstávají nažky s chmýrem ještě dlouho na rostlině, vytvářejí až 8 cm chlupatou kouli.

## Využití

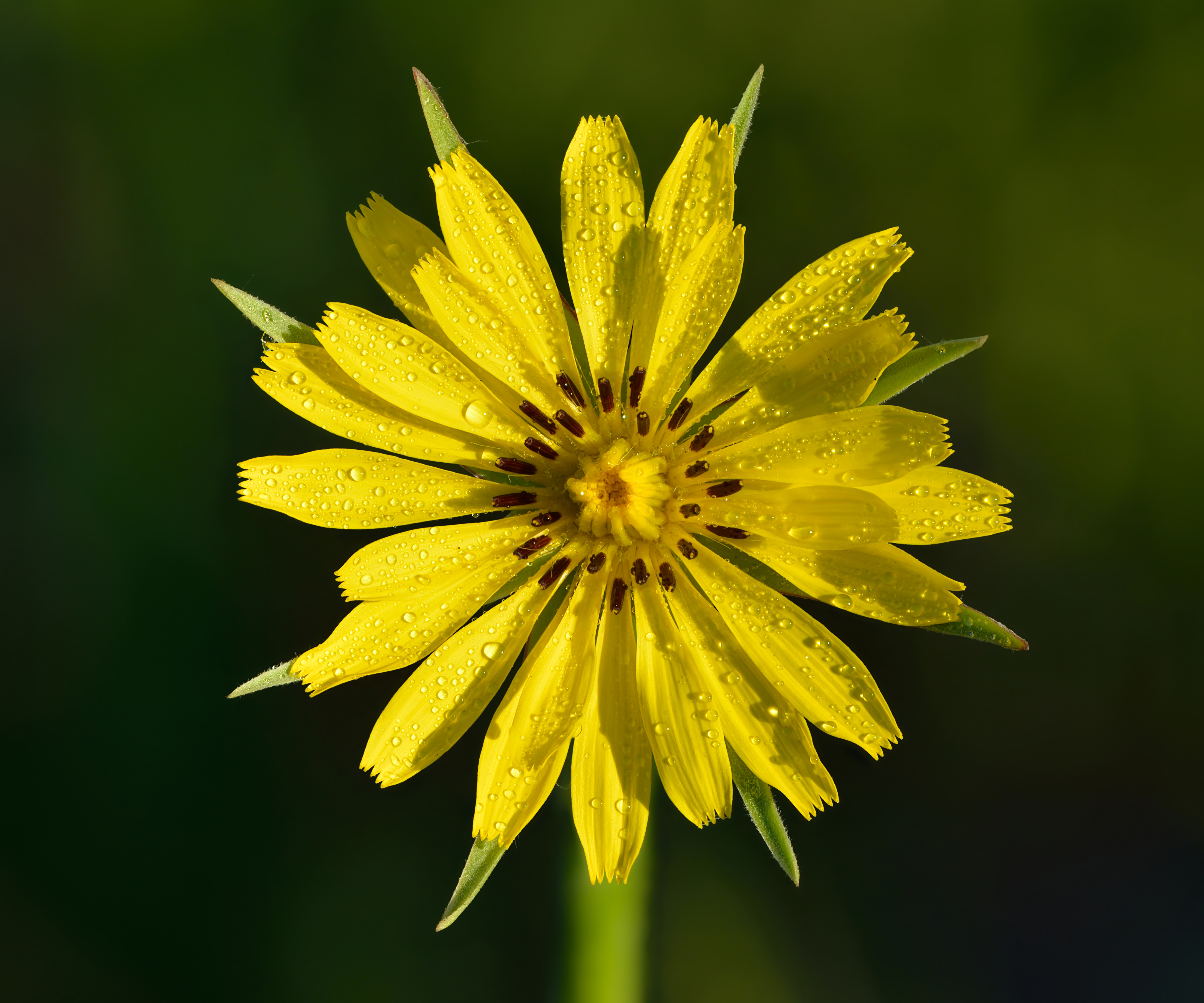
Květ

Z kozí brady luční se v lidové medicíně zužitkovává dužnatý kořen, zevně hnědý a uvnitř bílý, který roní bílé mléko. Sklízí se po odkvětu rostliny, suší se nebo maceruje. Lze jej použít při onemocnění jater, žlučníku, při zánětech močových cest i vně při kožních nemocech. Mladé listy jsou v době, kdy ještě neobsahují latex, vhodné do zeleninových salátů. Později jsou hořké a rostliny většinou ani nespásá zvěř.
Syrovou kozí bradu požívají mnozí k jídlu jako salátu, neboť jest dosti chutná, sladká, horká a vlhká na prvním stupni. Syrový nebo vařený kořen její pojídaný, nebo polévka z něho pitá, prospívá při bolestivém a kapavém močení a při kamenu. Vedle toho užíváme ho též při neduzích prsou, totiž proti kašli a těžkému dýchání, souchotinám a bolestem v bocích. (...) Kozí brada prospívá neduživým játrům, zahání žáhu a palčivost žaludku.
Mathioli, Herbář neboli Bylinář, 16. století